# 扎利夫内 (扎波罗热州)
47°51′54″N 35°53′35″E / 47.86500°N 35.89306°E
扎利夫內（烏克蘭語：Заливне）是位於烏克蘭東南部的村莊，由扎波羅熱州扎波羅熱区的新米科拉伊夫卡市鎮市鎮負責管轄。該村面積7.57平方公里，海拔高度98米，2001年人口369，人口密度每平方公里48.8人。